# Ignacio Cortés
Ignacio Cortés fue un político republicano español.
A inicios de 1869, Ignacio Cortés era uno de los vocales del Comité Republicano provincial de Ciudad Real en representación de Villanueva de los Infantes. El 15 de junio de ese mismo año, con otros republicanos castellanos, firmó el Pacto Federal Castellano en representación de la provincia de Ciudad Real.